# 八赤蠻
八赤蠻，（1210年—1240年），钦察联盟可汗。在蒙古西征后钦察人被打败，他堅持抵抗，后被蒙哥在伏尔加河抓住腰斬。诺蓋汗国一些部族认为始祖是他。
他的隨行人員中的一些人沿著伏爾加河逃往北部，到 13 世紀上半葉末加入了巴什基爾人。